# 火影忍者 疾風傳 忍立體繪卷！最強忍界決戰！！
《火影忍者 疾風傳 忍立體繪卷！最強忍界決戰！！》（日语：NARUTO -ナルト- 疾風伝 忍立体絵巻! 最強忍界決戦!!）是一款由Takara Tomy开发并发行在任天堂3DS平台上的《火影忍者》系列动作游戏。本作是《火影忍者》系列登录3DS上的首作。

## 外部連結
- （日語）遊戲官方網站